# Hospital de San Severo
El Hospital de San Severo es un antiguo centro asistencial para clérigos, ubicado en la calle de la Palla, 19-21, en el Barrio Gótico de Barcelona. Fundado en 1412, mantuvo su actividad hasta 1925. Alberga en su interior un claustro gótico y la antigua iglesia, conservándose también la fachada de estilo renacentista, con una catalogación como bien con elementos de interés (categoría C).

## Historia
Mosén Jaume Aldomar, presbítero beneficiado de la Seo de la Barcelona, fundó un centro hospitalario bajo la advocación de San Severo —uno de los patrones de la Diócesis de Barcelona—, para atender a los sacerdotes pobres y enfermos del obispado barcelonés. Según las fuentes documentales, el 8 de agosto de 1412, mosén Aldomar hizo donación de los terrenos, con casas y huertos, así como del mobiliario y las rentas necesarios para la fundación y funcionamiento de la institución.
A diferencia de otros hospitales barceloneses de la época, como la Santa Cruz, que dependían del obispado o del capítulo catedralicio, el San Severo, al ser fundado por iniciativa personal, funcionaba de forma autónoma (independencia que mantuvo hasta el siglo XX). La administración del hospital corría a cargo de cuatro administradores: dos presbíteros de la Seo, uno de la iglesia de Santa María del Pino y otro de Santa María del Mar. Pere Corts, Guillem Cortina, Guerau d’Esplugues y Pere Alegre fueron los cuatro primeros administradores, un cargo que se renovaba anualmente y, desde 1430, de forma bianual.
A lo largo de cinco siglos el recinto sufrió sucesivas reformas estructurales y ampliaciones, que alteraron notablemente la fisonomía de las construcciones originales. El edificio original, donado por Aldomar, era una construcción de época bajo medieval (siglos XIII-XIV), de planta baja y piso. En la planta baja se localizaban los espacios comunes y administrativos (archivos, salas de estudio, despensa, etc.) y las plantas superiores las ocupaban las habitaciones de los enfermos y del personal residente.

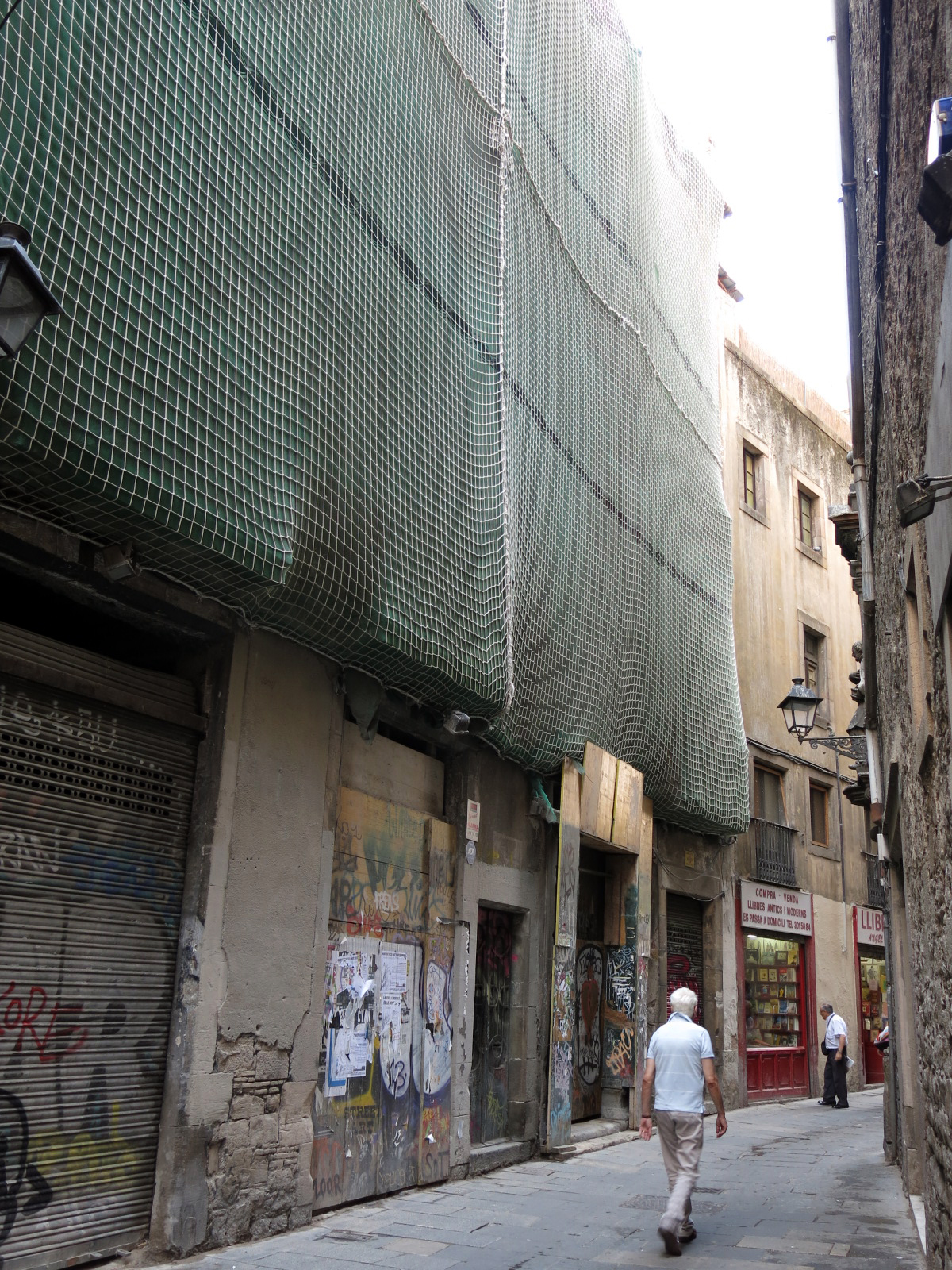
Debido a las obras de rehabilitación, una lona cubre la fachada del edificio desde 2007.

En el siglo XVI se construyeron nuevos espacios e instalaciones, incluyendo una nueva iglesia, en la parte posterior del recinto, ocupando el terreno del huerto. Se trataba de una sola nave de planta rectangular, con una capilla dedicada a la Virgen, que albergaba un retablo y un conjunto escultórico. En el siglo XVII se adquirió una nueva parcela de terreno, en el lado este de la iglesia, donde posteriormente se construyó un patio o claustro.
Fue durante la segunda mitad del siglo XVIII cuando se llevó a cabo la reforma más importante del recinto. Esta remodelación integral, que configuró la estructura interna actual del edificio, fue probablemente motivada por el incendio que afectó al hospital, el 8 de diciembre de 1748. De esta época data la construcción de las galerías o pórticos alrededor del claustro, articulados como espacios de distribución de las estancias situadas en la parte posterior del inmueble, como las celdas para enfermos mentales. Destaca también la reestructuración de los portales de la planta baja, realizada en 1773.
En 1807 se construyeron las plantas superiores —del segundo al cuarto piso—, destinadas a uso residencial, y se reconfiguraron los accesos, segregando la escalera para el personal del hospital de la entrada para los inquilinos particulares, y en 1837 se agregó al conjunto la finca del número 19, una reedificación de 1772.
En 1913 el hospital quedó adscrito a la jurisdicción del obispado, perdiendo su independencia. Debido a la falta de condiciones óptimas para el cuidado de los internos, en 1925 la institución llegó a un acuerdo para trasladar su actividad al Seminario Mayor de sacerdotes retirados de la Diócesis de Barcelona (hoy Residencia Sacerdotal San José Oriol), en el barrio de Las Corts. El edificio de la calle de la Palla fue traspasado a manos particulares.
Tras la Guerra Civil, en los bajos del número 21, estableció su tienda Agustín Mendoza, considerado uno de los principales anticuarios barceloneses de la posguerra. En 1958 el inmueble fue adquirido por la familia Sesplugues. En diciembre de 2006 Josep Maria Sesplugues obtuvo la licencia para transformar los 2.750 metros cuadrados en un hotel de lujo. Las obras de rehabilitación se iniciaron en 2007, pero permanecen interrumpidas desde 2009, tras la muerte del promotor. En 2010 el Ayuntamiento de Barcelona le retiró la licencia hotelera, cuya adjudación es investigada por el juzgado como parte de una trama de concesiones irregulares.

## Vestigios arqueológicos
Intervenciones arqueológicas realizadas en el subsuelo de la finca durante los años 2000 han relevado la existencia  de un foso, fechado entre los siglos I—III, que discurría en paralelo a la cara exterior de la muralla romana (perímetro que hoy resigue la calle de la Palla), como parte del sistema defensivo de la colonia de Barcino. También se han encontrado varias fosas, que formarían parte de una pequeña necrópolis de época bajo imperial.

## Arquitectura

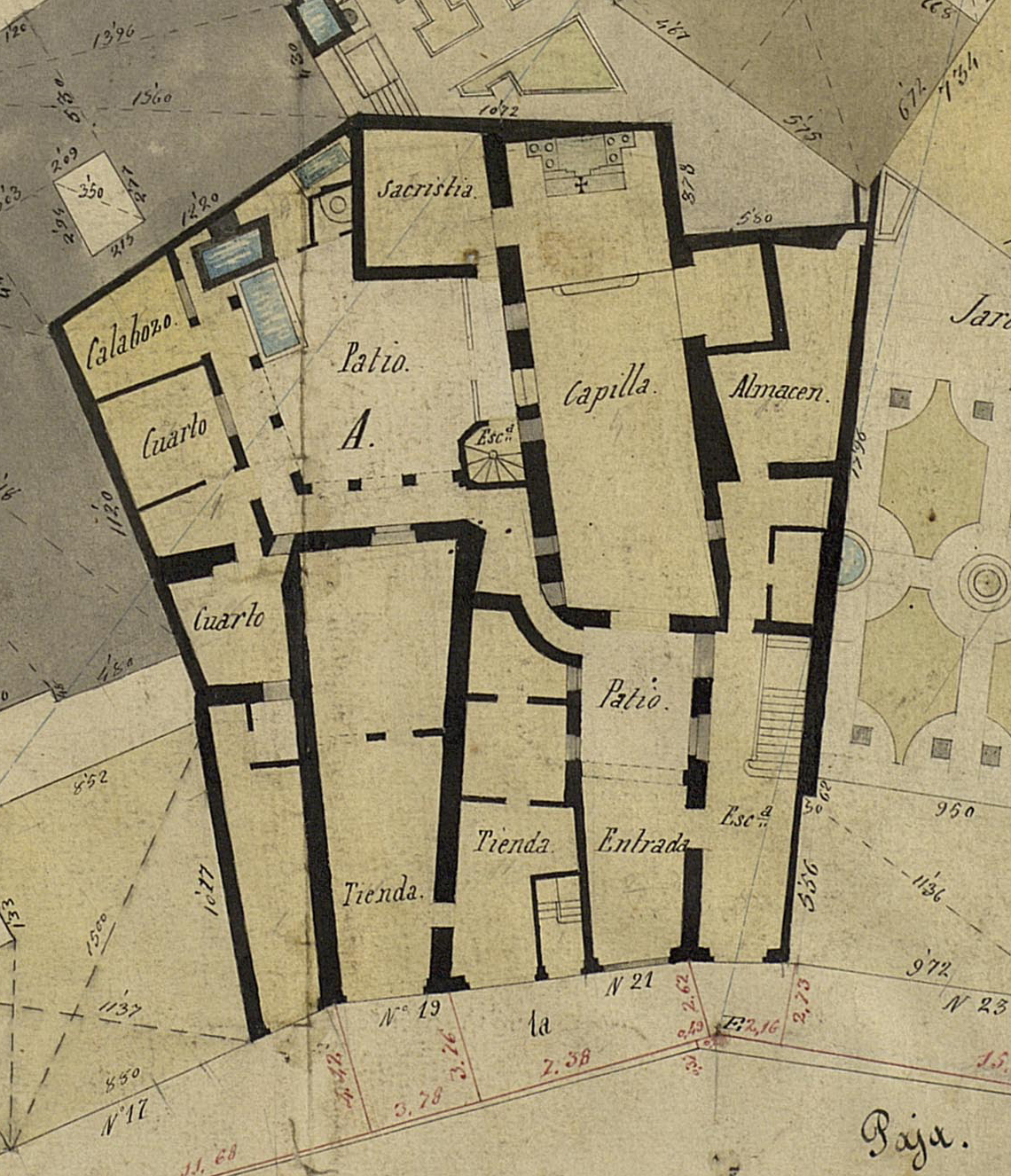
Planta del hospital según los «Quarterons» de Garriga i Roca (1859—1862).

El inmueble actual, que ocupa los números 19-21 de la calle de la Palla, es fruto de múltiples transformaciones realizadas durante cinco siglos sobre el hospital original, una construcción bajo medieval de planta y piso. La estructura actual corresponde mayoritariamente a las reformas realizadas en el siglo XVII, así como a la adaptación para uso residencial, realizada en los siglos XIX-XX, con el añadido de tres plantas.

### Fachada
Actualmente solo se conserva una parte de la fachada original, en el número 21, correspondiente a una hornacina en forma de serliana, que ha quedado enclavada en la edificación del siglo XIX. Aparece grabada la inscripción Hospitale sacerdotum sancti Severi, junto al año 1562, que hace referencia a la fecha de reforma de la construcción medieval.
La estructura que configura la serliana es sencilla, sin ninguna decoración conservada y está sostenida por dos columnas en el tramo central y dos semicolumnas adosadas a la pared. La totalidad de la hornacina queda enmarcada por dos pilastras dóricas de fuste estriado, que sostienen un entablamento sencillo. Hasta 1937 había ocultas dentro de la triple hornacina las imágenes del obispo San Olegario, hoy desaparecida, y de dos orantes, estas últimas conservadas actualmente en el Museo Nacional de Arte de Cataluña y tradicionalmente atribuidas al escultor gótico Pere Oller.

### Estructura interior
Desde el portal de la calle de la Palla, 21, un patio de luces —cubierto con la construcción de las plantas superiores en el siglo XX— conduce a la entrada de la antigua iglesia, ubicada en la parte posterior del recinto. Se trata de una sola nave, de planta rectangular, con la cabecera plana y un techo sustentado por bigas de madera. Según la documentación conservada, en 1615 se construyó una sepultura bajo la iglesia, donde se enterraba a los enfermos que fallecían en el hospital. En el siglo XIX fue reemplazada por una nueva cripta, que se conserva actualmente. El espacio de culto se completaba con una pequeña capilla dedicada a la Virgen, en el lado este de la iglesia, y una sacristía, de planta cuadrada cubierta con bóveda de arista, localizada en el lateral oeste de la cabecera, quedando integrada con el patio.
El patio o claustro gótico, que data de la segunda mitad del siglo XVIII, queda delimitado por unas galerías porticadas, configuradas con arcos de medio punto. Estas galerías, parcialmente conservadas en la actualidad, funcionaron como espacio de distribución de las habitaciones de la parte posterior, donde se ubicaban las celdas para enfermos mentales.

## Retablo

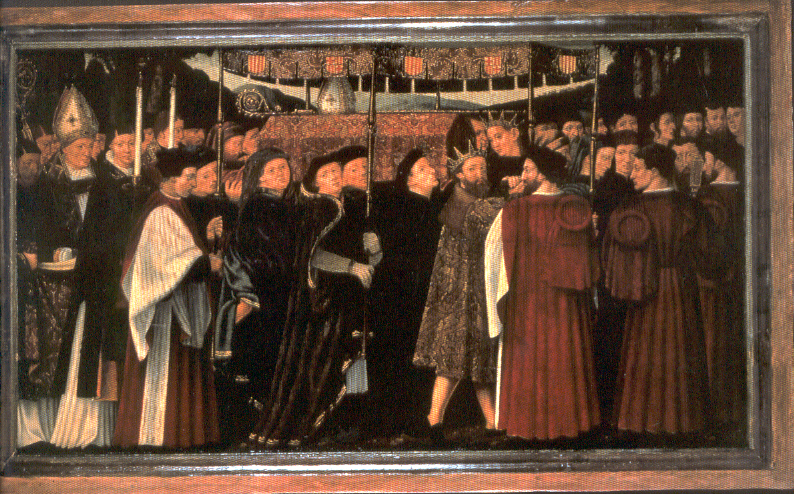
Fragmento del retablo de Pere Nunyes y Henrique Fernandes, que representa el traslado de las reliquias de San Severo a Barcelona.

La capilla del hospital albergaba un gran retablo, hoy parcialmente conservado, instalado en 1535. La estructura de madera fue diseñada por el carpintero Francisco Patau y el escultor Damián Forment, con una composición simétrica, con tres cuerpos verticales enmarcados y delimitados por pilastras y otras estructuras de repertorio ornamental clásico. Los laterales disponían de tres cuadrantes donde se desarrollaban escenas pintadas de la vida de San Severo, obra de los portugueses Henrique Fernandes y Pere Nunyes. El tramo central presentaba una única escena pictórica en la zona inferior y el resto de la composición estaba ocupada por una hornacina de medio punto, reservada para la talla del santo, encargada en 1541 a Martín Díez de Liatzasolo. El retablo se remataba con un frontón semicircular central de medio punto, donde se localizaba la figura de medio cuerpo de Dios Padre, flanqueado por dos más pequeños con motivos vegetales.
Este retablo fue reemplazado por otro barroco, de 1685, obra de Salvador Viladomat, padre de Antonio Viladomat. El retablo del siglo XVI fue trasladado a la antigua iglesia románica de San Juan de Olesa de Bonesvalls. En 1809 fue reubicado en la capilla de Santa María de la Anunciación del Hospital de Cervelló, en el mismo municipio. En 1929 Agustí Duran i Sanpere identificó el retablo y promovió su traslado al Museo Diocesano de Barcelona, donde fue restaurado. Fue una de las obras damnificadas por el estallido anticlerical de julio de 1936, perdiéndose la estructura de madera y la imaginería. En la actualidad en el Museo Diocesano solo se conservan las pinturas.